# Redivivoides simulans
Redivivoides simulans är en biart som beskrevs av Michener 1981. Redivivoides simulans ingår i släktet Redivivoides och familjen sommarbin. Inga underarter finns listade i Catalogue of Life.